# مناطق انضمامی لهستان به خاک آلمان نازی

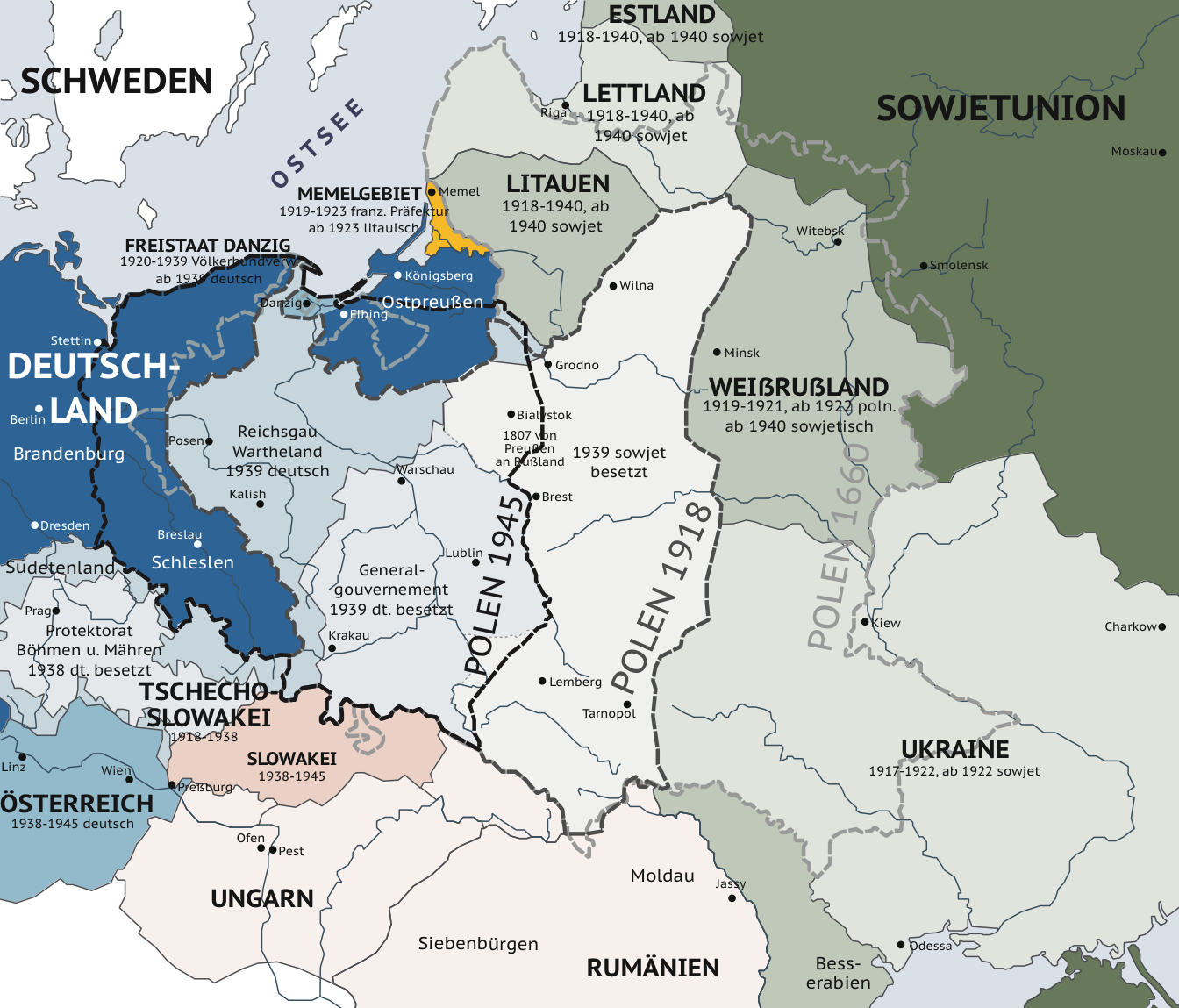
مرز میان آلمان نازی و شوروی طبق پیمان مولوتوف–ریبنتروپ

مناطق انضمامی لهستان به خاک آلمان نازی به بخشی از خاک لهستان مرتبط بود که پس از جنگ جهانی اول و تشکیل کشور لهستان از خاک آلمان جدا و ضمیمه خاک لهستان شده بود. در آغاز جنگ جهانی دوم حدود یک چهارم از خاک لهستان توسط نازی‌ها به خاک آلمان ضمیمه شد و مابقی نیمه غربی اشغال شده توسط یک دولت نظامی اداره می‌شد. نحوه تقسیم لهستان پس از تهاجم مدتی پیش از حمله در چهارچوب پیمان مولوتوف–ریبنتروپ میان آلمان نازی و شوروی مشخص گشته بود و شوروی نیز شرق لهستان را طبق برنامه اشغال و آن را ضمیمه خاک خود کرد. حمله به لهستان آغاز جنگ جهانی دوم بود.

## کوچ اجباری
پس از اشغال لهستان توسط آلمان نازی و شوروی در نیمه غربی لهستان جایی که آلمان نازی به آن مسلط بود برنامه کوچ اجباری اجرا شد و مردم آلمانی به تدریج وارد خاک لهستان شده و در آنجا ساکن شدند یهودیان غرب لهستان نیز از این پاکسازی قومی در امان نبودند آنان توسط نیروهای نازی دستگیر و راهی اردوگاه‌های کاراجباری می‌شدند از جمله این اردوگاه‌ها می‌توان به اردوگاه آشویتس اشاره کرد.

## نگارخانه

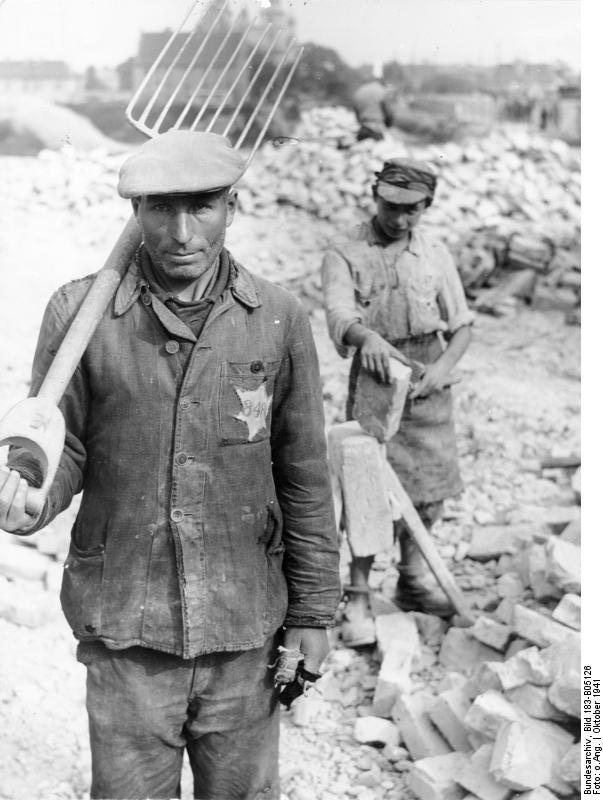
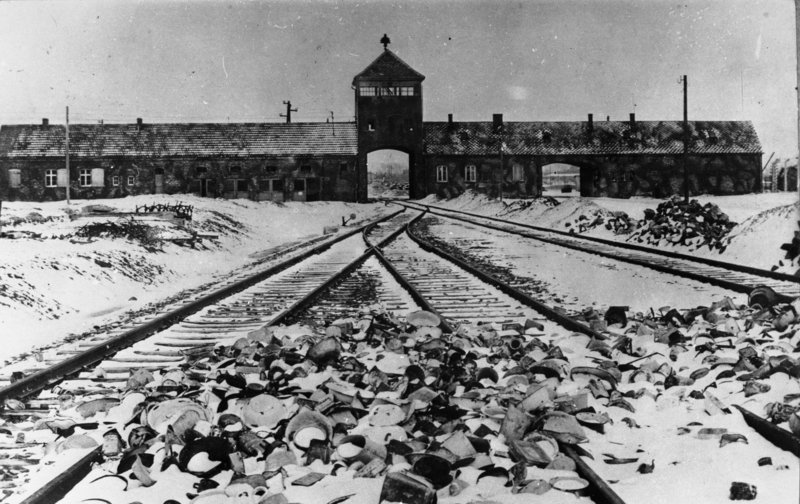
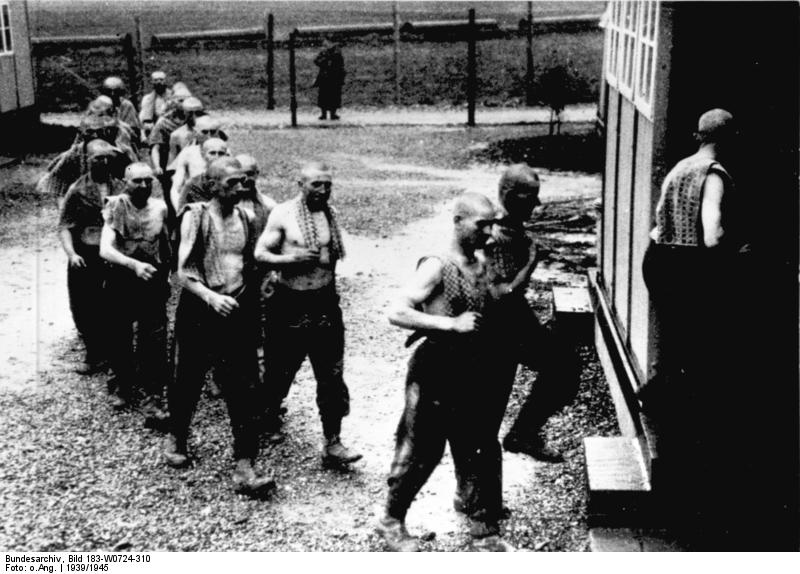
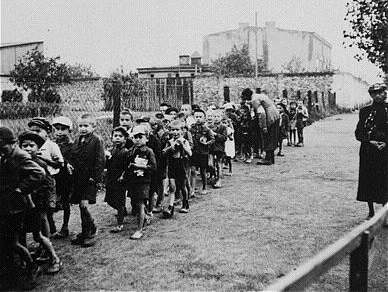
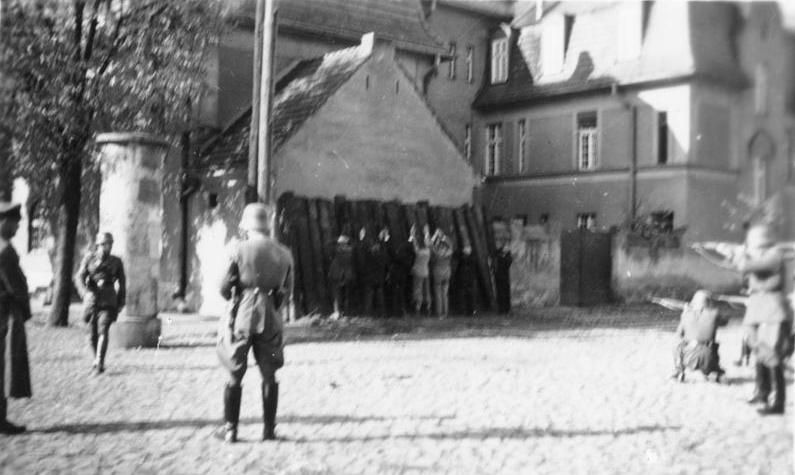